# Blind watchers of a vanishing night
Blind Watchers Of A Vanishing Night is het tweede muziekalbum van de Nederlandse synthesizermusici Gert Emmens en Ruud Heij. Het album is uitgebracht op 12 september 2005 op het platenlabel van Groove Unlimited.
Het album bevat hoofdzakelijk klanken in het genre Berlijnse School voor elektronische muziek, en er wordt uitsluitend gebruikgemaakt van sequencers en synthesizers. Alle nummers zijn live opgenomen tijdens concerten in Huizen en Eindhoven.

## Tracklist
| 1.                   | Blind Watchers Of A Vanishing Night | 9:58  |
| 2.                   | A Journey Through Time • Part 1. Solaris • Part 2. Red Clouds Over a Misty Swamp • Part 3. The Rise and Fall of Atlantis • Part 4. Waiting for the Day to Come • Part 5. Crystal Tears • Part 6. The Day the Moon will leave us | 44:01 |
| 3.                   | Moments Of Unexpected Sadness | 8:08  |
| 4.                   | Conspiracy Of Two Forces | 7:33  |
| 5.                   | Driving Home On A Rainy Night | 4:05  |
| Totale duur: 1:13:45 | |       |

## Medewerkers
- Gert Emmens, Ruud Heij – synthesizers, sequencers
- Gert Emmens - mastering
- Ron Boots, Sip de Jong - opname
- Pablo Magne - artwork